# Ornipholidotos ntebi
Ornipholidotos ntebi är en fjärilsart som beskrevs av George Thomas Bethune-Baker 1906. Ornipholidotos ntebi ingår i släktet Ornipholidotos och familjen juvelvingar. Inga underarter finns listade i Catalogue of Life.